# Hrobice (kraj pardubicki)
Hrobice – wieś i gmina w Czechach, w powiecie Pardubice, w kraju pardubickim.
1 stycznia 2017 gminę zamieszkiwało 212 osób, a ich średni wiek wynosił 41,4 roku.